# Leo Josten

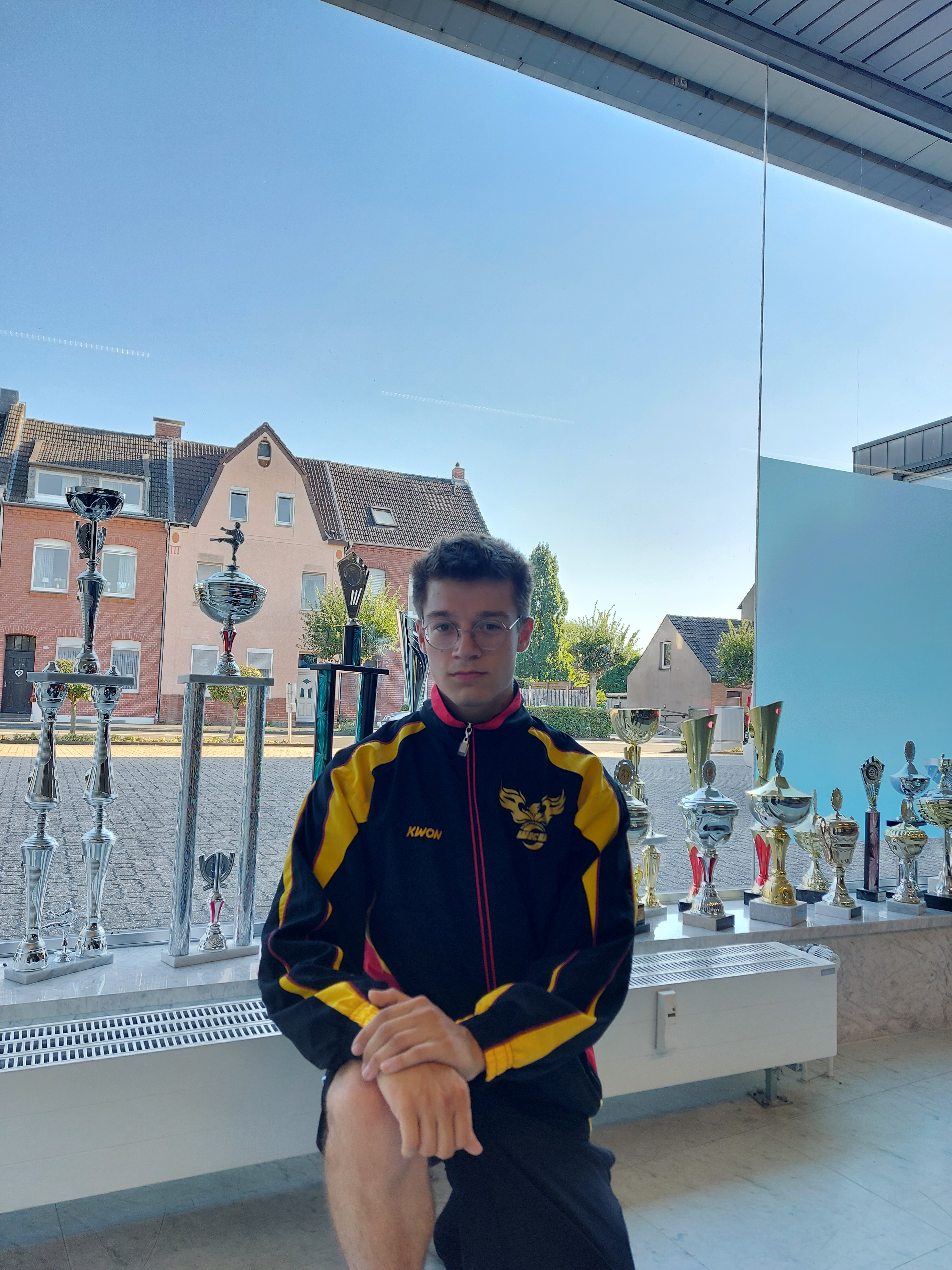
Leo Josten

Leo Paul Konrad Josten (* 17. Dezember 2003 in Willich) ist ein aktiver Kampfkünstler aus Nordrhein-Westfalen. Er ist Teil des Deutschen Kickbox National Kaders und mehrfacher deutscher Meister und Landesmeister im Kickboxen (Semikontakt).

## Kurzbiografie
Als Elfjähriger begeisterte Leo Josten sich für die chinesische Kampfkunst Kung-Fu (wörtliche Übersetzung: „ein Ziel durch harte Arbeit erreichen“). Einige Jahre später begann er mit dem Amerikanischen Kickboxen und stellte seine Fähigkeiten kurz darauf bei verschiedenen Meisterschaften unter Beweis. In seiner bisherigen Laufbahn ist er mehrfacher deutscher Meister und Landesmeister geworden.
Sein bisheriger Höhepunkt: die Bronze-Medaille bei der Kickbox-Weltmeisterschaft der WKU in Wales (2022).

## Sportliche Erfolge
- 2018: Deutscher Vizemeister (IBV)
- 2019: Kwon Cup Champion (WKU)
- 2022: Baden-Württembergischer Meister (WKU)
- 2022: Landesmeister (WTKA)
- 2022: Landesmeister (WTKA)
- 2022: Deutscher Vizemeister (WKU)
- 2022: Internationaler Deutscher Meister (WKU)
- 2022: Deutscher Meister (WFMC)
- 2022: Bronzemedaille Weltmeisterschaft (WKU)
- 2023: Eintragung ins Ehrengästebuch Kempen[4]
- 2023: goldene Sportplakette (Stadtsportverband)